# Дунавски водени дух
Дунавски водени дух је натприродно водено биће у српској народној митологији. Замишља се као патуљак са брадом до појаса и дугачким носом. Има ноге налик на козје, на глави рошчић и козје уши, а носи купасту капу или црвени фес. Зао је и опасан за људе.
Веровало се да у Дунаву има 99 оваквих духова, а да је стоти његов старешина. Он носи бубањ и бич у руци. Бубњем позива остале духове, а бичем кажњава потчињене и хвата и дави људе.
Своје жртве водени духови позивају по имену и наређују им да дођу на Дунав. Клештима, ланцима или бичем, који им обавијају око ногу или врата, одвлаче их на речно дно. Да би се утопљеник нашао, у народу је постојао обичај да се спреми неслана погача, па се у њу забоде вишеструка свећа и на свећу метне метални новчић. Затим би нага жена расплетла косу, загазила у воду између поноћи и раног јутра, па пустила погачу са запаљеном свећом низ воду и молила нечастивог да пусти утопљеника.
У прошлости је било жена које су вадиле духове из Дунава тако што би ушле у воду голе и расплетене косе, само су гениталије чувале неким судићем да не би зачеле са духовима, притом су бајале и изговарале басме (чаробне речи). Међутим, веровало се да су се неке жене подавале духовима и тако стицале неограничену моћ над њима али и изгубиле душу. Такве жене могле су да помогну мужевима да имају успеха у риболову.
Рибари су се чували да не падну у руке нечастивима. Ноћу нису спавали крај свог алата, да их духови не нађу. Зато се и говорило: „Ни ђаво не зна где алас спава“.